# 府教授
府教授，官名。清代各行政府置。掌官學教育事。《清史稿·職官志》：「儒學：府教授，正七品；訓導，從八品；州學正，正八品；訓導、縣教諭，正八品；訓導俱各1人。教授、學正、教諭，掌訓迪學校生徒課藝業勤惰，評品行優劣，以聽於學政，訓導佐之。」
宋代以前教授諸生員者官名為「博士」，自宋始，以教授為官稱，於各王府、各路、各府、州皆置，為提督學事司下督理學政之職。清代於各府、直隸廳設教授，職掌教育在學之土，考察在學生員學習、品德之優劣；並管理文廟內之祭器、樂器及學宮之書籍等事。清代全國共設府儒學教授190人，官秩正七品，除順天府設有滿缺一人外，余皆為漢缺，例以州學正、縣教諭升任。